# Техніка критичних інцидентів
Техніка критичного інциденту (або CIT) — це набір процедур, що використовують для збору прямих спостережень за поведінкою людини, які мають критичне значення та відповідають методично визначеним критеріям. Потім ці спостереження реєструються як випадки, які потім використовуються для вирішення практичних проблем і розробки широких психологічних принципів. Критичний інцидент можна описати як такий, що робить внесок — позитивний чи негативний — у діяльність чи явище. Критичні інциденти можна зібрати різними способами, але зазвичай респондентів просять розповісти історію про досвід, який вони мали.
CIT — це гнучкий метод, який зазвичай базується на п'яти основних сферах. По-перше, це визначення та розгляд інциденту, а потім установлення фактів, що передбачає збір деталей інциденту від учасників. Коли всі факти зібрані, наступним кроком є визначення проблем. Після цього можна ухвалити рішення про те, як вирішити проблеми на основі різних можливих рішень. Останнім і найважливішим аспектом є оцінка, яка визначить, чи обране рішення вирішить основну причину ситуації та не спричинить подальших проблем.

## Історія
Кажуть, що дослідження сера Френсіса Ґальтона заклали основу техніки критичних інцидентів, але саме робота полковника Джона К. Фланагана призвела до нинішньої форми CIT. Фланаган визначив техніку критичного інциденту як:
[A] набір процедур для збору прямих спостережень людської поведінки таким чином, щоб сприяти їх потенційній корисності у вирішенні практичних проблем і розвитку широких психологічних принципів... Під інцидентом мається на увазі будь-яка визначена людська діяльність, яка сама по собі є достатньо завершеною щоб дозволити робити висновки та прогнози щодо особи, яка виконує дію. Щоб бути критичним, інцидент має відбутися в ситуації, коли мета чи намір акту здається спостерігачеві досить ясним і де його наслідки є достатньо визначеними, щоб залишати мало сумнівів щодо його наслідків.
Робота Фланагана була виконана в рамках Програми авіаційної психології Повітряних сил армії Сполучених Штатів під час Другої світової війни, де Фланаган провів низку досліджень, зосереджених на диференціації ефективної та неефективної робочої поведінки. Фланаган продовжував засновувати Американські дослідницькі інститути, які продовжували використовувати техніку критичних інцидентів у різноманітних дослідженнях. Відтоді CIT поширився як метод визначення вимог до роботи, розробки рекомендацій щодо ефективних практик і визначення компетенцій для великої кількості професіоналів у різних дисциплінах. Зокрема, його використовували в дослідженні послуг.

## Основне використання
CIT можна використовувати для навчання, проектування систем і розслідування нещасних випадків. Це невід'ємна частина широкомасштабного аналізу завдань. Він визначає найдорожчі події у складному середовищі, де люди та машини працюють як система. Його походження з розслідування помилок пілотів під час війни,328 і далі та інших ситуацій, пов'язаних із життям і смертю, означає, що він визначає головні пріоритети в системі «людина-машина» або іншій складній ситуації, орієнтованій на дії. Потім ці пріоритети враховуються в процедурах відбору та навчання, а також (продовжуючи пілотний приклад) у проектуванні приладів у кабіні.
В охороні здоров'я CIT використовують у ситуаціях, коли пряме обстеження клінічного персоналу та дослідників може допомогти їм краще зрозуміти свою роль і допомогти їм вирішити практичні проблеми. CIT дозволяє клінічному персоналу краще зрозуміти свою роль у клінічній обстановці. Ще одна перевага полягає в тому, що це допомагає їм отримати кращі знання про їхню взаємодію з пацієнтами та іншими клініцистами. Це також допомагає клінічному персоналу краще зрозуміти свою практику з різних ролей (наприклад, лікар, медсестра, клінічний викладач, медсестра-інформатик, викладач). У дослідженнях у галузі охорони здоров'я CIT може бути хорошим ресурсом для визначення досвіду пацієнта в медичному закладі, вивчення аспектів взаємодії пацієнта з постачальником послуг і визначення відповіді пацієнтів на захворювання та лікування.
CIT також широко використовують в організаційному розвитку як метод дослідження для виявлення організаційних проблем і підходить для управління знаннями в проектних організаціях. CIT використовується як техніка інтерв'ю, де інформантів заохочують говорити про незвичайні організаційні інциденти замість відповідей на прямі запитання. Використання CIT применшує включення загальних думок про керівництво та робочі процедури, натомість зосереджуючись на конкретних інцидентах.
У дослідженні ринку CIT використовують частіше за останні десять років. Незважаючи на те, що метод CIT вперше з'явився в маркетинговій літературі тридцять років тому, основним каталізатором використання методу CIT у дослідженні послуг стало дослідження Journal of Marketing, проведене Бітнером, Бумсом і Тетро (1990), у якому досліджувалися джерела задоволення та незадоволення у зустрічах із обслуговуванням. Оскільки Бітнер та ін. статті, майже 200 досліджень CIT з'явилися в літературі, пов'язані з маркетингом.
CIT також використовувався в дослідженнях поведінки пошуку інформації.
Застосування CIT також може дозволити побудувати типові сценарії поведінки користувачів, коли вони взаємодіють із різними технологіями, включаючи інформаційні системи. Для цього дослідники повинні вимагати:
1. Причину, опис і результат критичного інциденту;
2. Відчуття та сприйняття ситуації користувачами;
3. Дії, вжиті під час інциденту;
4. Зміни (якщо такі є) в їхній майбутній поведінці.

Типові сценарії можуть бути представлені візуально у вигляді діаграми або каузальної моделі.

## Переваги та недоліки
Визначаючи можливі проблеми, пов'язані з основними ускладненнями системи користувача або продукту, рекомендації CIT намагаються гарантувати, що однаковий тип ситуацій не призведе до подібних втрат. У цьому методі є як переваги, так і недоліки, як показано нижче. Загалом, однак, було продемонстровано, що CIT є надійним методом з моменту вперше представленого в 1954 році. За більш ніж 50 років, що минули з моменту її появи, було запропоновано відносно небагато модифікацій методу, і лише незначні зміни були внесені до оригінального підходу Фланагана, що свідчить про достатню надійність.

### Переваги
- Гнучкий метод, який можна використовувати для вдосконалення багатокористувацьких систем.
- Дані збирають з точки зору респондента та з його чи її власних слів.
- Не примушує респондентів до певних рамок.
- Визначає навіть рідкісні події, які можуть бути пропущені іншими методами, які зосереджуються лише на звичайних і повсякденних подіях.
- Корисно, коли виникають проблеми, але причина та серйозність невідомі.
- Недорого та надає багато інформації.
- Підкреслює особливості, які зроблять систему особливо вразливою та можуть принести значні переваги (наприклад, безпека).
- Може застосовуватися за допомогою анкет або інтерв'ю.
- Легко зрозуміти.

### Недоліки
- Перша проблема виникає через тип повідомлених інцидентів. Техніка критичних інцидентів спиратиметься на події, які запам'ятовуються користувачами, а також вимагатиме точного та правдивого звітування про них. Оскільки критичні інциденти часто залежать від пам'яті, інциденти можуть бути неточними або навіть не повідомлятися.
- Метод має вбудовану упередженість до інцидентів, які сталися нещодавно, оскільки їх легше згадати.
- Респонденти можуть не звикнути або не бажати виділяти час, щоб розповісти (або написати) повну історію під час опису критичного інциденту.
- Оскільки цей метод базується на інцидентах, він нічого не говорить про повсякденну ситуацію, тому він не дуже репрезентативний.